# Авсетани
Авсетаните (Ausetani) са древен иберийски народ, живял на Пиренейския полуостров.
Населявали са територията на Авсона (Ausona) в провинция Барселона в Каталония и дават името на римския град Ausa в Тараконска Испания.
На монети са наречени ausesken.
През 206 пр.н.е. те въстават с илергетите против Сципион Африкански и проконсулите на Испания Луций Манлий Ацидин и Луций Корнелий Лентул се бият с тях.
През 195 пр.н.е. консулът Катон Старши успява да ги победи, за което получава триумфално шествие.